# Hemlock
Hemlock (Tsuga) eller Skarntydegran er en slægt af stedsegrønne nåletræer. De kendes på de uens lange nåle og de meget små kogler. Nålenes lugt minder om skarntyde (deraf navnet). Slægten hedder Hemlock (= Skarntyde) på engelsk, og det kaldes den også af og til i Danmark.
| Beskrevne arter |

- Østamerikansk hemlock (Tsuga canadensis)
- Kinesisk hemlock (Tsuga chinensis)
- Japansk hemlock (Tsuga diversifolia)
- Bjerghemlock (Tsuga mertensiana)
- Sieboldhemlock (Tsuga sieboldii)
- Vestamerikansk hemlock (Tsuga heterophylla)

## Hemlock i Danmark
Ingen arter af Hemlock forekommer naturligt i Danmark. Både Øst- og Vestamerikansk Hemlock, samt forskellige varieteter af disse, forekommer jævnligt som have- og parktræer. Disse kan (sjældent) optræde forvildet, og kan også ses enkelte steder i skovbruget i mindre beplantninger. Generelt har Hemlock dog ingen betydning i skovbruget. Slægten er ikke egnet til pyntegrønt, da den drysser hurtigt.

## Øvrige arter
- Tsuga caroliniana
- Tsuga dumosa
- Tsuga forrestii